# Las Calles de Londres (película 1929)
The Streets of London (en español, Las calles de Londres) es una película de cine mudo británica de temática criminal, filmada en 1929. Dirigida por Norman Lee y protagonizada por David Dunbar, Wera Engels y Jack Rutherford, fue una adaptación de la obra de teatro de Dion Boucicault del mismo título, y se rodó en los Estudios Isleworth.

## Trama
Un hombre malversa la fortuna de la hija de un capitán muerto.

## Reparto
- David Dunbar como Gideon Bloodgood, Wera Engels como Alida, Jack Rutherford como Mark Livingstone, Charles Lincoln como Inspector Benson, Beatrice Duffy como Lucy, y Janice Adair interpreta el papel de una niña.